# 1947 au cinéma
| Années du cinéma : 1944 - 1945 - 1946 - 1947 - 1948 - 1949 - 1950    |
| Décennies du cinéma : 1910 - 1920 - 1930 - 1940 - 1950 - 1960 - 1970 |

Cet article présente les faits marquants de l'année 1947 au cinéma.

## Événements
- Février : sortie en France de Sciuscia, film de Vittorio De Sica.
- Avril : sortie en France de La Poursuite infernale de John Ford et d’Une nuit à Casablanca, d’Archie Mayo, avec les Marx Brothers.
- Mai : sortie en France de Casablanca, film de Michael Curtiz et de Gilda, de Charles Vidor.
- Juin : sortie en France de Pour qui sonne le glas, de Sam Wood.
- Août : sortie en France du Grand Sommeil, film d’Howard Hawks.
- 9 juin : inauguration à Paris du musée national d’art moderne.
- Octobre : fondation de l’Actors Studio à New York par Elia Kazan, Cheryl Crawford et Robert Lewis.
- Décembre : sortie en France de La Dame de Shanghai, film d’Orson Welles.

## Principaux films de l'année
- Ambre : drame américain d'Otto Preminger avec Linda Darnell et Cornel Wilde ;
- Bataillon du ciel film français de A Easway d'après le roman de J. Kessel avec P. Blanchar, R. Bussières, H. Nassiet, Mouloudji, J. Crispin, J. Lefevre, P. Louis ;
- Boomerang : drame américain de Elia Kazan avec Dana Andrews, Jane Wyatt, Lee J. Cobb, Cara Williams, Arthur Kennedy ;
- Copie conforme : comédie française de Jean Dréville avec Louis Jouvet, Suzy Delair ;
- Feux croisés (Crossfire) de Edward Dmytryk ;
- L'Aigle à deux têtes : drame français de Jean Cocteau avec Edwige Feuillère, Jean Marais, Jean Debucourt ;
- La Bataille de l'eau lourde de Jean Dréville et Titus Vibe Müller ;
- La Chartreuse de Parme de Christian-Jaque, d'après le roman de Stendhal avec Gérard Philipe et Maria Casarès, Renée Faure, Louis Salou ;
- Le Charlatan : drame américain d'Edmund Goulding avec Tyrone Power, Joan Blondell, Coleen Gray, Helen Walker ;
- Les Chouans d'Henri Calef d'après Honoré de Balzac avec Madeleine Robinson,  Jean Marais ;
- Les amoureux sont seuls au monde : drame française de Henri Decoin, avec Louis Jouvet, Dany Robin, Renée Devillers ;
- Les conquérants d'un nouveau monde ((en) Unconquered) de Cecil B. DeMille avec Gary Cooper et Paulette Goddard ;
- Les jeux sont faits, de Jean Delannoy (juillet) ;
- Quai des Orfèvres de Henri-Georges Clouzot avec Louis Jouvet, Simone Renant, Bernard Blier, Suzy Delair, Charles Dullin (sortie le 3 octobre) ;
- Le Diable au corps de Claude Autant-Lara d'après le livre de Raymond Radiguet avec Micheline Presle et Gérard Philipe (septembre) ;
- Sinbad le marin : Film d'aventures américain de Richard Wallace avec Douglas Fairbanks Jr. et Maureen O'Hara ;
- La Dame du lac ((en) Lady in the Lake) de Robert Montgomery avec Robert Montgomery, Audrey Totter, Lloyd Nolan, Tom Tully et Leon Ames.

## Récompenses

### Oscars
- Meilleur film : Le Mur invisible (Gentleman's Agreement) d'Elia Kazan
- Meilleure actrice : Loretta Young, Ma femme est un grand homme (The Farmer's Daughter)
- Meilleur acteur : Ronald Colman, Othello (A Double Life)
- Meilleur second rôle féminin : Celeste Holm, Le Mur invisible (Gentleman's Agreement)
- Meilleur second rôle masculin : Edmund Gwenn, Le Miracle de la 34e rue (Miracle on 34th street)
- Meilleur réalisateur : Elia Kazan, Le Mur invisible (Gentleman's Agreement)

### 25 septembre:Cannes
Meilleur film psychologique et d'amour :
- Antoine et Antoinette de Jacques Becker

Meilleur film d'aventure et policier :
- Les Maudits de René Clément

Meilleur film social (en) :
- Feux croisés (Cross Fire) d'Edward Dmytryk

Meilleure comédie musicale :
- Ziegfeld Follies de Vincente Minnelli

Meilleur dessin animé :
- Dumbo de Walt Disney

Meilleur documentaire :
- Inondations en Pologne, court-métrage

### Autres récompenses
- 13 juillet : Le silence est d'or, de René Clair, reçoit le prix du meilleur film au festival de Locarno.
- Septembre : La Biennale de Venise décerne le prix international de mise en scène à Henri-Georges Clouzot pour Quai des Orfèvres.
- Le grand prix du Festival du film et des beaux-arts est décerné au film de René Clair : Le silence est d'or.
- Gérard Philipe reçoit le prix d'interprétation pour le Diable au corps de Claude Autant-Lara au Festival du film et des beaux-arts

## Box-office
- France[1]  :

| Class. | Titre                  | Pays       | Réalisateur     | Box-Office France |  |
| ------ | ---------------------- | ---------- | --------------- | ----------------- |  |
| 1.     | Bataillon du ciel      |            | Alexandre Esway | 8 649 691 entrées |  |
| 2.     | Pour qui sonne le glas | États-Unis | Sam Wood        | 8 274 596 entrées |  |
| 3.     | Monsieur Vincent       |            | Maurice Cloche  | 7 055 290 entrées |  |

- États-Unis[2] :

| Class. | Titre            | Pays       | Réalisateur     | Recettes États-Unis |  |
| ------ | ---------------- | ---------- | --------------- | ------------------- |  |
| 1.     | Welcome Stranger | États-Unis | Elliott Nugent  | 15 300 000 $        |  |
| 2.     | L'Œuf et moi     | États-Unis | Chester Erskine | 13 800 000 $        |  |
| 3.     | Péché mortel     | États-Unis | John M. Stahl   | 13 800 000 $        |  |

## Principales naissances
Janvier
- 5 janvier : Virginie Vignon
- 6 janvier : Andréa Ferréol
- 8 janvier : David Bowie († 10 janvier 2016).
- 16 janvier : Juliet Berto († 10 janvier 1990).
- 17 janvier : Joanna David
- 18 janvier : Takeshi Kitano
- 21 janvier : Jill Eikenberry
- 26 janvier : Patrick Dewaere († 16 juillet 1982).
- 31 janvier : Claudine Monfette

Février
- 16 février : Louise Laprade
- 19 février : 
  - Hébé Lorenzo
  - Betty Ting Pei
- 27 février : Avangard Leontiev

Mars
- 4 mars : Nicole Calfan
- 9 mars : Niké Arrighi († 12 février 2025).
- 17 mars : Alexandre Arcady
- 18 mars : Patrick Chesnais
- 19 mars : Glenn Close
- 24 mars : Meiko Kaji
- 26 mars : Candice Patou
- 28 mars : Corinne Lahaye († 16 février 2020).

Avril
- 4 avril : Jacques Frantz († 17 mars 2021).
- 13 avril : Agostina Belli
- 18 avril : 
  - Dorothy Lyman
  - James Woods
- 25 avril : Jeffrey DeMunn
- 27 avril : Ludmila Mikaël

Mai
- 4 mai : Richard Jenkins
- 8 mai : 
  - Katia Tchenko
  - Deidre Hall
- 9 mai : Ivan Ladislav Galeta († 7 janvier 2014).
- 10 mai : Marion Ramsey († 7 janvier 2021).
- 18 mai : 
  - Bruno Devoldère († 15 février 2008).
  - Hugh Keays-Byrne (mort 1er décembre 2020)
- 21 mai : Jonathan Hyde
- 25 mai : Jacki Weaver

Juin
- 1er juin : Jonathan Pryce
- 2 juin : 
  - Martin Lamotte
  - Marie-Hélène Breillat
- 11 juin : Anne Jolivet
- 16 juin : Danielle Ouimet
- 18 juin : 
  - Bernard Giraudeau († 17 juillet 2010).
  - Hanns Zischler
- 28 juin : Anny Duperey

Juillet
- 22 juillet : Erica Gavin
- 30 juillet : 
  - Arnold Schwarzenegger
  -  William Atherton
- 31 juillet : 
  - Mumtaz
  - Richard Griffiths (mort le 28 mars 2013)

Août
- 22 août : Cindy Williams († 25 janvier 2023).
- 27 août : Barbara Bach
- 28 août : Alice Playten († 25 juin 2011).
- 31 août : Mona Marshall

Septembre
- 14 septembre : Sam Neill
- 19 septembre : Janusz Zaorski
- 23 septembre : Mary Kay Place
- 25 septembre : Firmine Richard

Octobre
- 10 octobre : Francis Perrin
- 29 octobre : 
  - Richard Dreyfuss
  - Coline Serreau
  - Mary Charlotte Wilcox

Novembre
- 9 novembre : Mary Vivian Pearce
- 12 novembre : Patrice Leconte
- 30 novembre : 
  - Véronique Le Flaguais
  - Lilita Ozoliņa († 5 juin 2023).

Décembre
- 8 décembre : Francis Huster
- 10 décembre : Isabel Mestres

## Principaux décès
- 6 mars : Ferdinand Zecca, réalisateur, scénariste, acteur et producteur français.
- 30 novembre, Hollywood  :  Ernst Lubitsch, réalisateur et producteur.